# Franciszek Wielopolski (zm. 1732)
Franciszek Wielopolski (ur. ok. 1665 roku, zm. 8 kwietnia 1732 roku) – wojewoda krakowski w latach 1728–1732, wojewoda sieradzki w latach 1720–1728, wielkorządca krakowski z nadania Stanisława Leszczyńskiego od 1 lipca 1702 roku do 30 czerwca 1705 roku, starosta krakowski w latach 1688–1732, starosta żarnowiecki w 1699 roku, starosta przemykowski w 1700 roku, starosta lanckoroński w latach 1703–1710, starosta bocheński w 1704 roku, margrabia pińczowski w 1704 roku, VIII  ordynat Ordynacji Myszkowskich, hrabia, założyciel Węgierskiej Górki.

## Życiorys
Syn Jana Wielopolskiego i Konstancji Krystyny Komorowskiej herbu Korczak, prawnuczki Zygmunta Myszkowskiego założyciela Ordynacji Myszkowskich.
Żonaty dwukrotnie. Pierwsza żona, Teresa Magdalena Tarło córka kanclerza wielkiego koronnego Karola Tarły, urodziła mu 2 synów: Karola i Jana.
Druga żona,  Anna Lubomirska (zm. 1736), córka hetmana wielkiego koronnego Hieronima Lubomirskiego z którą ożenił się w 1711, urodziła mu syna Hieronima.
Marszałek sejmku województwa krakowskiego w 1696 roku. W 1697 roku był elektorem Augusta II Mocnego z województwa krakowskiego. Poseł na sejm 1701 roku i sejm z limity 1701-1702 roku z księstw oświęcimskiego i zatorskiego. W styczniu 1702 roku podpisał akt pacyfikacji Wielkiego Księstwa Litewskiego. Poseł na sejm 1703 roku z województwa krakowskiego. Był członkiem konfederacji sandomierskiej 1704 roku. 
W 1708 roku król Stanisław Leszczyński wysłał go do Wiednia, by wybadał nastawienie dworu wiedeńskiego, względem jego panowania w Polsce.
Był posłem województwa krakowskiego na sejm 1724 roku. Był posłem na sejm 1729 roku z województwa krakowskiego. Poseł województwa krakowskiego na sejm 1730 roku. 
Hrabia na Żywcu i Pieskowej Skale, właściciel zamku de Lankoruna Alias de Brzese, margrabia i VIII ordynat. Był także starostą bocheńskim, żarnowieckim (od 1704 r., z nadania królewskiego po Stefanie Bidzińskim), lanckrońskim (od 1704 r., po zakupie od Józefa Władysława Myszkowskiego, ostatniego ordynata pińczowskiego z rodu Myszkowskich, za kwotę 200 080 zł) i lipińskim.